# Andrzej Rzepniewski
Andrzej Rzepniewski (ur. 15 listopada 1929 w Mińsku Mazowieckim, zm. 30 kwietnia 1998), historyk wojskowości. 

## Życiorys
Od 1929 do końca 1942 mieszkał w Warszawie i tu w 1941 ukończył szkołę powszechną. Następnie przebywał w Sierpcu i ponownie w Warszawie, gdzie jako uczeń szkoły średniej podjął pracę zarobkową w starostwie powiatowym. W latach 1947–1949 mieszkał w Przasnyszu, gdzie ukończył liceum. Później ponownie zamieszkał w Warszawie, pracował w Centrali Handlu Zagranicznego Paged, następnie w Archiwum Głównym Akt Dawnych i studiował w Instytucie Historycznym Uniwersytetu Warszawskiego. 
W 1952 po ukończeniu trzyletnich studiów zawodowych ze specjalnością archiwalną, rozpoczął pracę w Muzeum Wojska Polskiego w Warszawie. Pracował tu do końca 1954. Po 1955 był kolejno cywilnym pracownikiem naukowym Sztabu Generalnego Wojska Polskiego, cywilnym pracownikiem naukowym Wojskowego Biura Historycznego, wreszcie cywilnym adiunktem Wojskowego Instytutu Historycznego. W 1958 uzyskał tytuł magistra. W 1963 na podstawie rozprawy nt. Obrona Wybrzeża w 1939 r. Przygotowania, przebieg działań Rada Wydziału Historycznego UW przyznała mu stopień doktora nauk historycznych.

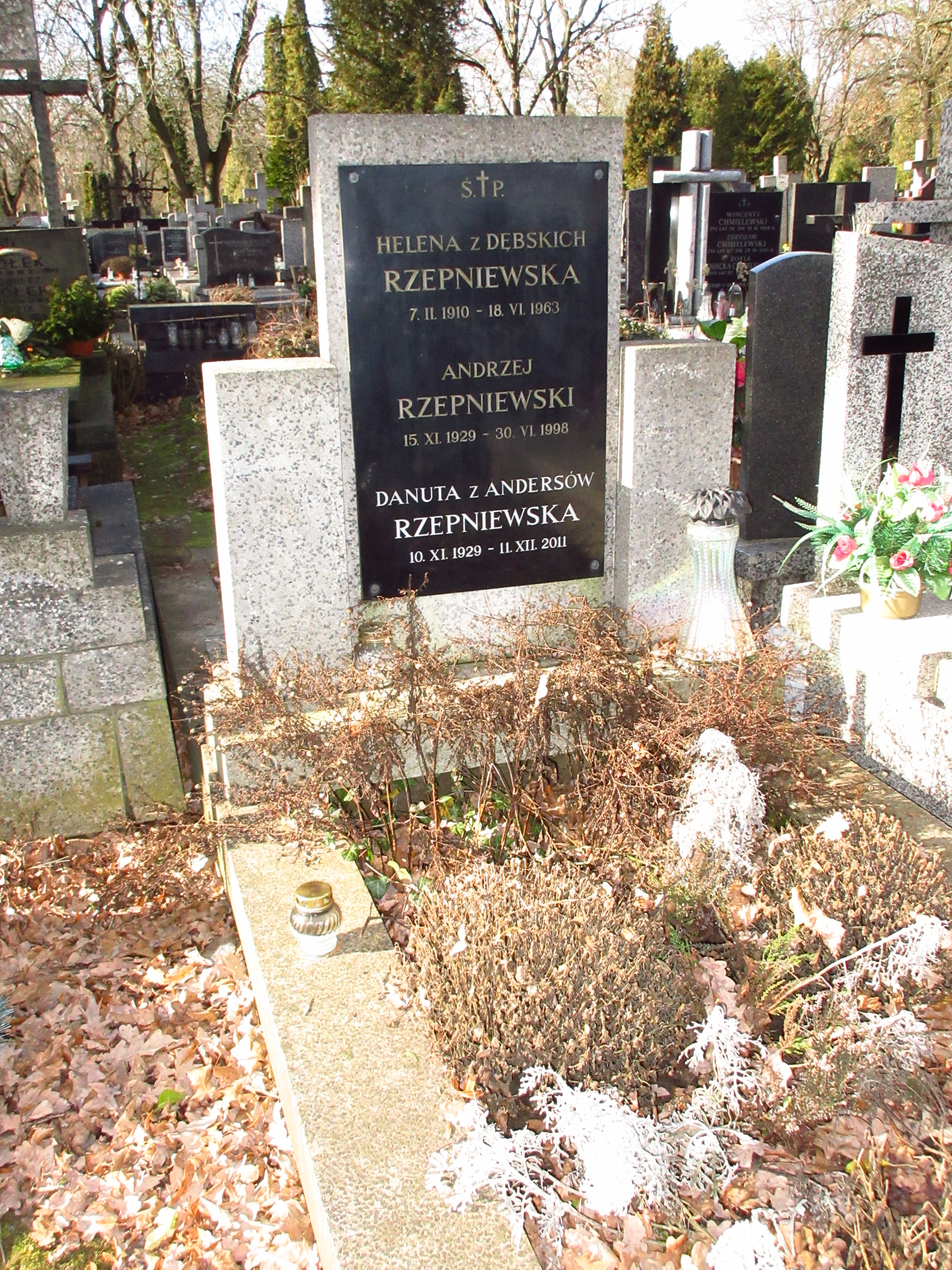
Grób profesora Andrzeja Rzepniewskiego na Cmentarzu Bródnowskim.

Zainteresowania naukowe R. koncentrowały się głównie w kręgu problemów polskiej historii wojskowej okresu międzywojennego i drugiej wojny światowej, zajmowały go zwłaszcza kwestie dotyczące organizacji i działań Marynarki Wojennej oraz lotnictwa wojskowego. W 1970 opublikował monografię pt. Wojna powietrzna w Polsce na tle rozwoju lotnictwa Polski i Niemiec, uczestniczył również w kilku opracowaniach zbiorowych. W 1992 r. Rada Wydziału Historycznego UW na podstawie pracy Wojsko Polskie wobec perspektywy zagrożenia wojennego (13 maja 1935-31 sierpnia 1939) przyznała mu stopień doktora habilitowanego. 
Cztery lata później Rada Naukowa WIH wystąpiła o nadanie mu tytułu profesora nauk humanistycznych. W tym czasie R. pracował w Wojskowym Instytucie Historycznym jako profesor nadzwyczajny. W 1996 został dodatkowo kierownikiem nieetatowym Katedry Historii Wojskowej przy Instytucie Historycznym UW, podjął też pracę jako etatowy profesor Mazowieckiej Wyższej Szkoły Humanistyczno-Pedagogicznej w Łowiczu. Uczestniczył w krajowych i międzynarodowych zjazdach, kongresach i sympozjach naukowych, działał w towarzystwach naukowych i regionalnych. Należał m.in. do Towarzystwa Przyjaciół Ziemi Przasnyskiej i Ostrołęckiego Towarzystwa Naukowego. Jego dorobek naukowy obejmuje ok. 150 pozycji. 
Jego bratem był Zbigniew Rzepniewski, prokurator i adwokat.
Pochowany na cmentarzu Bródnowskim (kwatera 112L-3-22).